# Électricité de Strasbourg
Électricité de Strasbourg (ES) est une société anonyme française de production d'électricité et de commercialisation de gaz et d'électricité dans le Bas-Rhin. Fondée en 1899 et installée à Strasbourg, elle est aujourd'hui rattachée au groupe Électricité de France (EDF).

## Histoire
Le 14 décembre 1899, sous l'ère allemande, est fondée Électricité de Strasbourg, alors Elektrizitätswerk Straßburg, grâce à des capitaux privés allemands de l'entreprise AEG et suisses du Crédit suisse.
En 1908, la ville de Strasbourg devient actionnaire majoritaire. Électricité de Strasbourg contribue aux grands programmes d'électrification des campagnes et des villes en Alsace.
En 1927, ES est coté en bourse.
Après la Première Guerre mondiale, l'entreprise continue son expansion et crée une société immobilière qui en 1925 deviendra Sofidal, sa plus ancienne filiale.
Après la Seconde Guerre mondiale, en 1946 les sociétés françaises d'électricité sont nationalisées sauf celles qui comme Électricité de Strasbourg dépendaient des collectivités locales.
En 1954, Électricité de France (EDF) devient l'actionnaire majoritaire de l'entreprise.

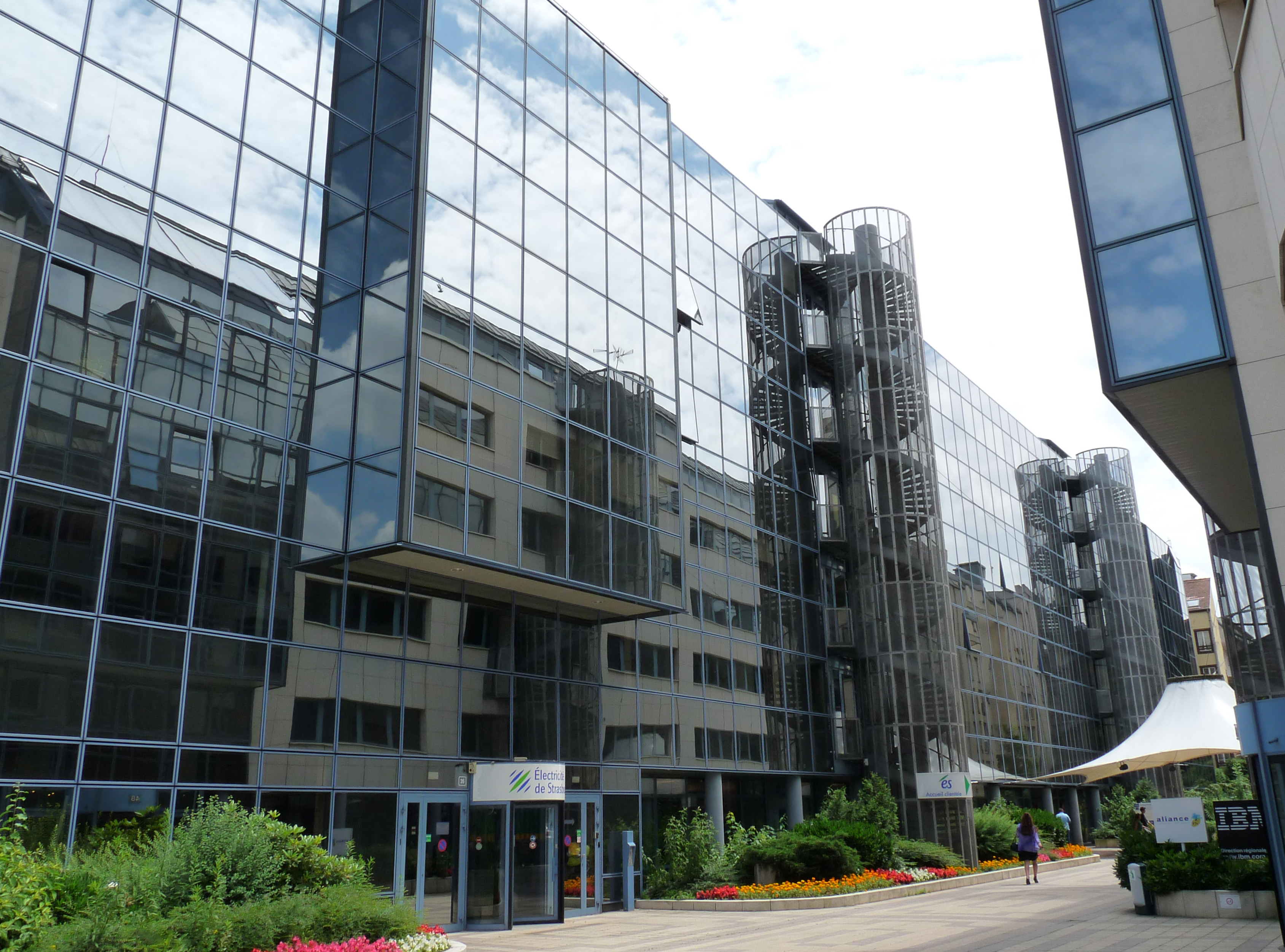
Siège social d’Électricité de Strasbourg, boulevard du Président-Wilson

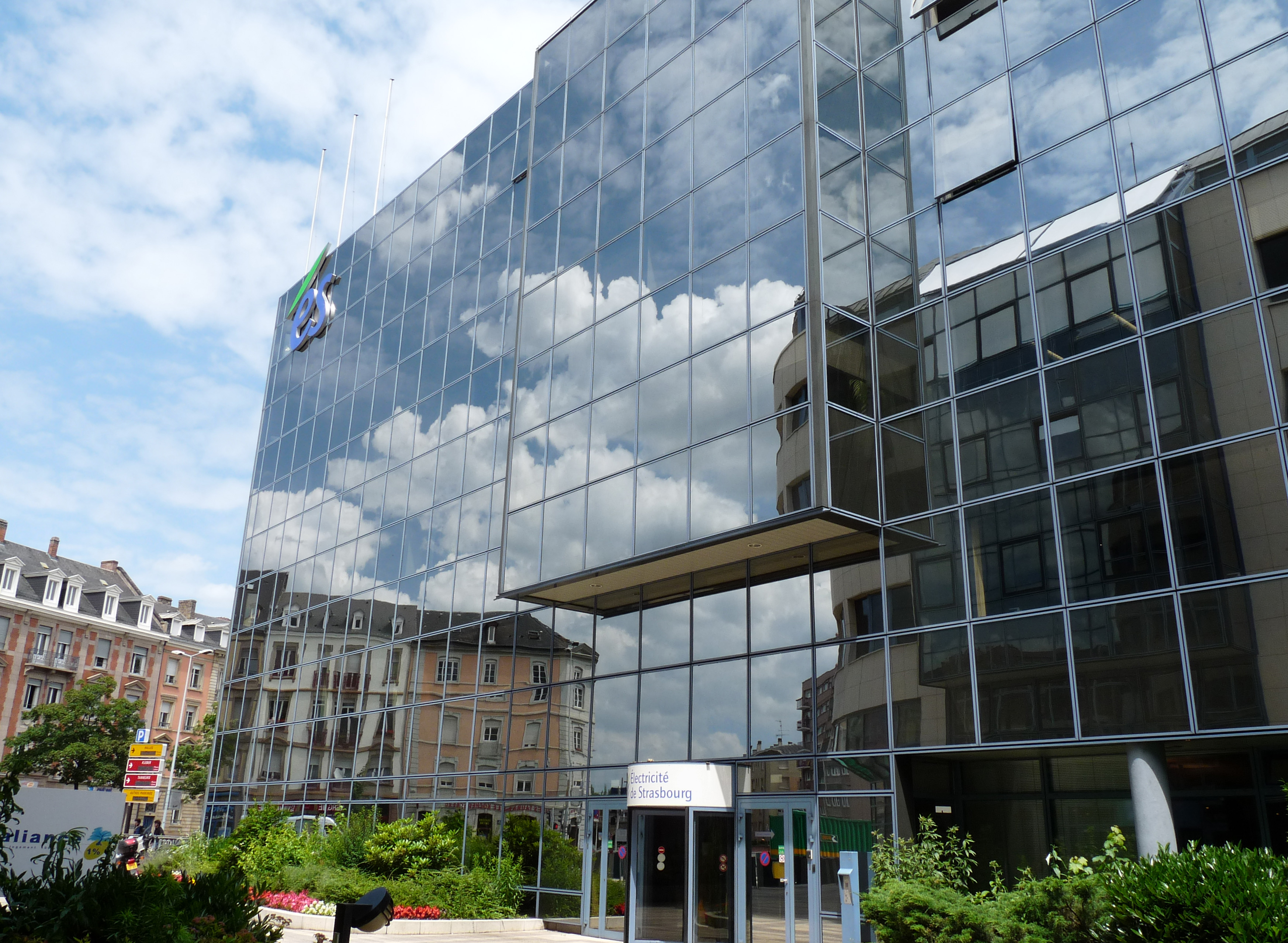
Le siège social.

Dans les années 1970, années de crise pétrolière, Électricité de Strasbourg crée la filiale Écotral dont le but est de promouvoir des installations de chauffage économique.
À partir de 1988, l'entreprise se diversifie en créant Est Vidéocommunication, société de développement de réseaux de vidéocommunication en Alsace. En 1998 est créé, en collaboration avec Swisscom, Estel, premier opérateur régional de télécommunications en France.
En 1994, Électricité de Strasbourg quitte son siège historique de la rue du 22-Novembre pour s'installer dans ses nouveaux locaux boulevard du Président-Wilson à côté de la place des Halles.
À partir de 2000 et les débuts officiels de l'ouverture du marché de l'électricité en France, Électricité de Strasbourg donne la priorité à ses activités de base. En 2001, l'entreprise cède sa filiale Estel à Completel et en 2002 sa filiale Est Vidéocommunication à Altice. 
Le 1er octobre 2005, Électricité de Strasbourg devient également fournisseur de gaz.
Le 13 juin 2008, à Soultz-sous-Forêts, dans le nord du Bas-Rhin, a été mise en exploitation, en présence de François Fillon et de Jean-Louis Borloo, une centrale pilote européenne de production d’électricité à partir de la géothermie profonde. La production d’électricité de 1,5 MW est injectée dans le réseau d'Électricité de Strasbourg.
Le 1er juin 2009, Électricité de Strasbourg se structure en groupe. Rendue obligatoire par une directive européenne transposée dans le droit français par la loi du 7 décembre 2006, Électricité de Strasbourg a procédé à la séparation juridique de ses activités commerciales et de distribution d’électricité, en filialisant son activité de commercialisation d’énergies et de services associés et en s’organisant en une structure de groupe, sous la marque "groupe Électricité de Strasbourg". La distribution est alors désormais gérée par la nouvelle structure Strasbourg Électricité Réseaux.
Le 23 janvier 2012, le groupe EDF en Alsace (EDF, groupe Électricité de Strasbourg) a signé une nouvelle Convention de coopération pour accompagner et soutenir le développement durable de l’Alsace.
Le 15 février 2012, la ville de Strasbourg vend Énerest Gaz de Strasbourg — fournisseur historique de gaz à Strasbourg — à Électricité de Strasbourg. Filiale de Réseau GDS, dont la Ville est actionnaire majoritaire, Énerest Gaz de Strasbourg rejoint le groupe ÉS qui devient ainsi le plus grand groupe local de distribution d’énergie en France.
Le 1er mai 2013, Énerest Gaz de Strasbourg devient ES Gaz de Strasbourg. 
En 2016, ES devient producteur d’énergies renouvelables (ENR), grâce aux deux premières centrales de géothermie profonde ouvertes en France : la première est productrice de chaleur à Rittershoffen et la seconde productrice d’électricité à Soultz-sous-Forêts. Une centrale de cogénération biomasse à Strasbourg a également été mise en service.
Le 16 mai 2024, le conseil d'administration a approuvé les projets de résolution visant à modifier les statuts dans le but de devenir une société à mission. Désormais ES dispose d'une raison d'être renforcée : « Éclairer les nouveaux horizons de l'énergie en Alsace » = « Énergéticien alsacien, durablement engagé pour le territoire, ÉS agit à travers l’ensemble de ses activités pour permettre l’accès à l’énergie et développer des solutions bas-carbone, en conciliant de manière équilibrée bien-être humain et ressources limitées de notre planète ».

### Identité visuelle (logo)

Logo d'Électricité de Strasbourg dans les années 1990.
Logo du groupe.
Logo de la marque ÉS depuis 2003.

## Actionnaires
Liste au 31 décembre 2021.
| Nom                                                            | Actions   | %       |
| Électricité de France                                          | 6 354 944 | 88,64%  |
| Électricité de Strasbourg (employés/plans d’épargne salariale) | 49 885    | 0,70%   |
| Dimensional Fund Advisors LP                                   | 23 520    | 0,33%   |
| Crédit Mutuel Asset Management SA                              | 19 500    | 0,27%   |
| HC Capital Advisors GmbH                                       | 16 500    | 0,23%   |
| Financière de l’Échiquier SA                                   | 5 000     | 0,07%   |
| La Financière Desselligny SA                                   | 4 861     | 0,068%  |
| Independance Et Expansion AM SARL                              | 3 890     | 0,054%  |
| Knoesel & Ronge Vermögensverwaltung GmbH & Co. KG              | 1 800     | 0,025%  |
| Dimensional Fund Advisors Ltd.                                 | 558       | 0,0078% |